# Bunești (Suceava megye)
Bunești település Romániában, Moldvában és Bukovinában , Suceava megyében. Bunești községközpont, 4 település: Petia, Podeni, Șes és Uncești tartozik hozzá.

## Fekvése
Suceavától délkeletre fekvő település.

## Lakossága
Buneștinek a 2002 évi népszámláláskor 2689 lakosa volt, melyből 2687 román, 1 magyar, 1 ukrán volt. Ebből 2578 ortodox, a többi egyéb volt.